# غاري ويلز
غاري ويلز (بالإنجليزية: Gary Wales)‏ (4 يناير 1979 في المملكة المتحدة - ) هو لاعب كرة قدم بريطاني في مركز الهجوم. شارك مع منتخب اسكتلندا تحت 21 سنة لكرة القدم. أما مع النوادي، فقد لعب مع ريث روفرز ونادي غيلينغهام ونادي كيلمارنوك ونادي والسول وهارت أوف ميدلوثيان وهاميلتون أكاديميكال وGreen Gully SC ‏ وGreater Dandenong FC ‏.

## وصلات خارجية
- غاري ويلز على موقع قاعدة بيانات كرة القدم.إي يو (الإنجليزية)
- غاري ويلز على موقع Soccerbase.com (لاعب) (الإنجليزية)